# 迈克尔·贝尔顿
迈克尔·贝尔顿（Michael J. Belton，1934年9月29日—2018年6月4日），美国天文学家。
2002年，贝尔顿任行星科学十年调查主席，为美国国家航空航天局和其他政府机构探索太阳系提供指导。贝尔顿研究生涯起步于苏格兰圣安德鲁斯大学，获得加州大學柏克萊分校博士学位，论文题目为《II型彗星尾与星际物质的相互作用》（The Interaction of Type II Comet Tails with the Interplanetary Medium）。
贝尔顿领导伽利略成像科学团队，获得了金星、木星、木卫一、木卫二、木卫三、木卫四、月亮以及小行星艾女星和小行星951等的高分辨率照片。该团队还研究了苏梅克－列维9号彗星与木星的碰撞。

## 荣誉
- 1995年获得杰拉德·柯伊伯奖[3]
- 小行星3498 Belton以其名字命名[4]